# Philodromus pali
Philodromus pali is een spinnensoort in de taxonomische indeling van de renspinnen (Philodromidae).
Het dier behoort tot het geslacht Philodromus. De wetenschappelijke naam van de soort werd voor het eerst geldig gepubliceerd in 2001 door Pawan U. Gajbe & Pawan U. Gajbe.